# HD 23596 b
HD 23596 b是一顆距離地球約170光年的太陽系外行星，位於英仙座。該行星的質量下限高達木星的7.8倍，被認為是沒有固態表面的類木行星。該行星和母恆星平均距離2.83天文單位，公轉週期1565日，平均軌道速度19.7 km/s。該行星的軌道離心率高於所有太陽系的行星，因此與母恆星的距離在2.00到3.66天文單位之間變化。
該行星於2002年由 Perrier 等人以徑向速度法發現。

## 外部連結
- . The Extrasolar Planet Encyclopaedia.   [2012-11-17]. （原始内容存档于2012-06-02）.